# Радней Шям
Радней Шям (1 травня 1955 — 2006) — індійський баскетболіст.
Учасник Олімпійських Ігор 1980 року.